# Brujas de Alloa en Escocia
La persecución de las brujas de Alloa en Escocia comenzó en Stirling el 19 de mayo de 1658, en tiempos de la Commonwealth. En esta fecha, el presbítero Matthias Symson se reunió con George Bennett, ministro de Saint Ninian, para juntar a las personas allí detenidas por brujería, intentar llevarlas a una confesión y enjuiciarlas. Posteriormente, el 23 de junio de 1658, el Presbiterio celebró una reunión con las sospechosas. La primera persona en ir a juicio por brujería en Alloa fue Margaret Duchill. En total, hubo 12 mujeres acusadas de brujería en esa zona, la cual era una población rural.
Un aspecto importante de los juicios por brujería escoceses fueron los informes de sexo demoníaco. A las mujeres se les preguntaba regularmente sobre sus fornicaciones con el diablo, lo que se debía más a un interés de las autoridades en los comportamientos sexuales desviados de las mujeres que en la vida real de las brujas.